# Santos Urdinarán
Santos Urdinarán (Montevideo, 30 de marzo de 1900 — ibídem, 14 de julio de 1979) fue un futbolista uruguayo que jugaba como delantero en el laureado combinado celeste de la década de 1920 y principios de 1930. Fue 3 veces campeón sudamericano, dos veces campeón olímpico y también campeón del mundo con Uruguay.

## Trayectoria

### Nacional
Transcurrió toda su carrera futbolística en el Club Nacional de Football de la Primera División de Uruguay, en donde conquistó cinco veces el Campeonato Uruguayo y participó de la exitosa Gira por Europa de Nacional en 1925.
En Nacional disputó 318 partidos y marcó 125 goles.

### Selección nacional
Fue internacional con la selección de Uruguay desde 1923 hasta 1932, disputando 20 partidos y marcando 2 goles. Casualmente, Uruguay fue campeón en todas las competencias oficiales en las que Urdinarán participó, nada menos que en tres Copas América, dos Juegos Olímpicos y una Copa Mundial.

### Participaciones en Copas del Mundo[2]
| Mundial              | Sede    | Resultado | Partidos | Goles |
| -------------------- | ------- | --------- | -------- | ----- |
| Copa Mundial de 1930 | Uruguay | Campeón   | 1        | 0     |

### Participaciones en Juegos Olímpicos[2]
| Juegos                | Sede      | Resultado | Partidos | Goles |
| --------------------- | --------- | --------- | -------- | ----- |
| Juegos Olímpicos 1924 | París     | Campeón   | 3        | 0     |
| Juegos Olímpicos 1928 | Ámsterdam | Campeón   | 4        | 1     |

### Participaciones enCopa América
| Copa              | Sede    | Resultado | Partidos | Goles |
| ----------------- | ------- | --------- | -------- | ----- |
| Copa América 1923 | Uruguay | Campeón   | 0        | 0     |
| Copa América 1924 | Uruguay | Campeón   | 3        | 0     |
| Copa América 1926 | Chile   | Campeón   | 4        | 0     |

## Clubes
| Club     | País    | Periodo     |
| -------- | ------- | ----------- |
| Nacional | Uruguay | 1919 - 1933 |

## Palmarés

### Campeonatos nacionales
| Título                  | Club     | País    | Año  |
| ----------------------- | -------- | ------- | ---- |
| Campeonato Uruguayo     | Nacional | Uruguay | 1919 |
| Copa Competencia        | Nacional | Uruguay | 1919 |
| Copa Albion             | Nacional | Uruguay | 1919 |
| Campeonato Uruguayo (2) | Nacional | Uruguay | 1920 |
| Copa León Peyrou        | Nacional | Uruguay | 1920 |
| Copa Competencia (2)    | Nacional | Uruguay | 1921 |
| Copa León Peyrou(2)     | Nacional | Uruguay | 1921 |
| Campeonato Uruguayo (3) | Nacional | Uruguay | 1922 |
| Copa León Peyrou (3)    | Nacional | Uruguay | 1922 |
| Campeonato Uruguayo (4) | Nacional | Uruguay | 1923 |
| Copa Competencia (3)    | Nacional | Uruguay | 1923 |
| Campeonato Uruguayo (5) | Nacional | Uruguay | 1924 |
| Campeonato José Serrato | Nacional | Uruguay | 1928 |

### Campeonatos internacionales
| Título                 | Club               | País         | Año  |
| ---------------------- | ------------------ | ------------ | ---- |
| Copa Aldao             | Nacional           | Uruguay      | 1919 |
| Copa Aldao (2)         | Nacional           | Argentina    | 1920 |
| Copa América           | Selección uruguaya | Uruguay      | 1923 |
| Copa América (2)       | Selección uruguaya | Uruguay      | 1924 |
| Juegos Olímpicos       | Selección uruguaya | Francia      | 1924 |
| Copa América (3)       | Selección uruguaya | Chile        | 1926 |
| Juegos Olímpicos (2)   | Selección uruguaya | Países Bajos | 1928 |
| Copa Mundial de Fútbol | Selección uruguaya | Uruguay      | 1930 |